# Tuffi ai Giochi della XXVIII Olimpiade - Trampolino 3 metri femminile
Alla competizione dei tuffi dal trampolino 3 metri femminile disputata ai Giochi della XXVIII Olimpiade hanno partecipato 33 atlete; le primi 18 dopo il primo turno sono passate alle semifinali, mentre hanno disputato la finale le prime 12 tuffatrici con il miglior punteggio (dato dalla somma del primo turno e delle semifinali).
La finale si è conclusa con una doppietta cinese. La medaglia d'orò è stata vinta dalla cinese Guo Jingjing che ha preceduro la compagna di nazionale Wu Minxia. La medaglia di bronzo è invece finita al collo della russa Julija Pachalina.

## Medaglie
| Posizione | Atleta           | Paese  |
| --------- | ---------------- | ------ |
|           | Guo Jingjing     | Cina   |
|           | Wu Minxia        | Cina   |
|           | Julija Pachalina | Russia |

## Risultati
| Posizione | Tuffatrice               | Nazione       | Primo turno | Primo turno | Semifinali | Semifinali | Semifinali | Semifinali | Finale | Finale | Finale |
| Posizione | Tuffatrice               | Nazione       | Punti       | Posiz       | Punti      | Posiz      | Totale     | Posiz      | Punti  | Posiz  | Totale |
| --------- | ------------------------ | ------------- | ----------- | ----------- | ---------- | ---------- | ---------- | ---------- | ------ | ------ | ------ |
|           | Guo Jingjing             | Cina          | 319,71      | 3           | 243,06     | 2          | 562,77     | 2          | 390,09 | 1      | 633,15 |
|           | Wu Minxia                | Cina          | 306,96      | 6           | 240,39     | 3          | 547,35     | 5          | 371,61 | 3      | 612,00 |
|           | Julija Pachalina         | Russia        | 347,04      | 1           | 237,42     | 4          | 584,46     | 1          | 373,20 | 2      | 610,62 |
| 4         | Vera Il'ina              | Russia        | 311,97      | 4           | 225,90     | 9          | 537,87     | 7          | 363,21 | 4      | 589,11 |
| 5         | Blythe Hartley           | Canada        | 321,33      | 2           | 229,62     | 6          | 550,95     | 3          | 343,38 | 5      | 573,00 |
| 6         | Loudy Tourky             | Australia     | 310,65      | 5           | 227,79     | 7          | 538,44     | 6          | 339,15 | 6      | 566,94 |
| 7         | Irina Laško              | Australia     | 303,66      | 8           | 246,51     | 1          | 550,17     | 4          | 305,46 | 9      | 551,97 |
| 8         | Tania Cagnotto           | Italia        | 298,77      | 10          | 231,15     | 5          | 529,92     | 9          | 319,23 | 8      | 550,38 |
| 9         | Rachelle Kunkel          | Stati Uniti   | 294,75      | 12          | 209,76     | 13         | 504,51     | 12         | 336,96 | 7      | 546,72 |
| 10        | Émilie Heymans           | Canada        | 305,04      | 7           | 225,96     | 8          | 531,00     | 8          | 304,77 | 10     | 530,73 |
| 11        | Ditte Kotzian            | Germania      | 299,50      | 11          | 221,10     | 10         | 516,60     | 10         | 288,42 | 11     | 509,52 |
| 12        | Paola Espinosa           | Messico       | 301,14      | 9           | 205,32     | 14         | 506,46     | 11         | 284,88 | 12     | 490,20 |
|           |                          |               |             |             |            |            |            |            |        |        |        |
| 13        | Olena Fedorova           | Ucraina       | 290,43      | 13          | 212,85     | 11         | 503,28     | 13         |        |        |        |
| 14        | Nóra Barta               | Ungheria      | 279,24      | 15          | 212,28     | 12         | 491,52     | 14         |        |        |        |
| 15        | Jane Smith               | Gran Bretagna | 282,90      | 14          | 200,85     | 16         | 483,75     | 15         |        |        |        |
| 16        | Hanna Sorokina           | Ucraina       | 269,52      | 16          | 204,63     | 15         | 474,15     | 16         |        |        |        |
| 17        | Jenna Dreyer             | Sudafrica     | 267,84      | 17          | 196,59     | 18         | 464,43     | 17         |        |        |        |
| 18        | Juliana Veloso           | Brasile       | 265,29      | 18          | 197,16     | 17         | 462,45     | 18         |        |        |        |
|           |                          |               |             |             |            |            |            |            |        |        |        |
| 19        | Anna Lindberg            | Svezia        | 255,63      | 19          |            |            |            |            |        |        |        |
| 20        | Jashia Luna              | Messico       | 252,75      | 20          |            |            |            |            |        |        |        |
| 21        | Kimiko Soldati           | Stati Uniti   | 252,36      | 21          |            |            |            |            |        |        |        |
| 22        | Sotiria Koutsopetrou     | Grecia        | 250,59      | 22          |            |            |            |            |        |        |        |
| 23        | Valentina Marocchi       | Italia        | 243,45      | 23          |            |            |            |            |        |        |        |
| 24        | Leyre Eizaguirre         | Spagna        | 242,73      | 24          |            |            |            |            |        |        |        |
| 25        | Angelique Rodriguez      | Porto Rico    | 239,19      | 25          |            |            |            |            |        |        |        |
| 26        | Mun Yee Leong            | Malaysia      | 227,67      | 26          |            |            |            |            |        |        |        |
| 27        | Terry Pega Gracie Junita | Malaysia      | 223,44      | 27          |            |            |            |            |        |        |        |
| 28        | Tracey Richardson        | Gran Bretagna | 209,34      | 28          |            |            |            |            |        |        |        |
| 29        | Ioanna Cruz Talabera     | Cuba          | 203,76      | 29          |            |            |            |            |        |        |        |
| 30        | Katura Horton-Perinchief | Bermuda       | 203,58      | 30          |            |            |            |            |        |        |        |
| 31        | Heike Fischer            | Germania      | 199,71      | 31          |            |            |            |            |        |        |        |
| 32        | Villő Kormos             | Ungheria      | 193,68      | 32          |            |            |            |            |        |        |        |
| 33        | Diamantina Georgatou     | Grecia        | 157,56      | 33          |            |            |            |            |        |        |        |